# Alyssum cuneifolium
Alyssum cuneifolium är en korsblommig växtart som beskrevs av Michele Tenore. Alyssum cuneifolium ingår i släktet stenörter, och familjen korsblommiga växter. Inga underarter finns listade i Catalogue of Life.

## Bildgalleri

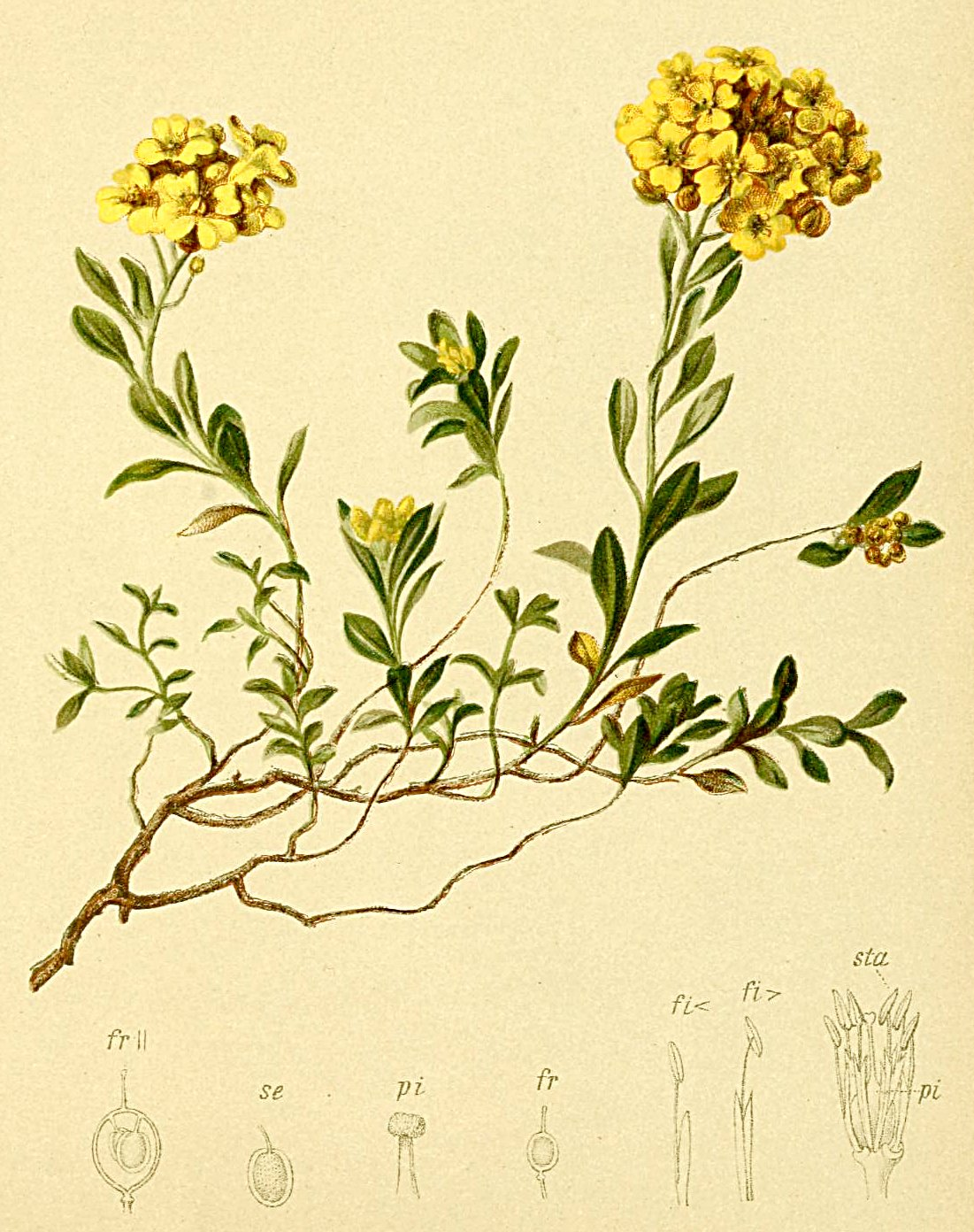
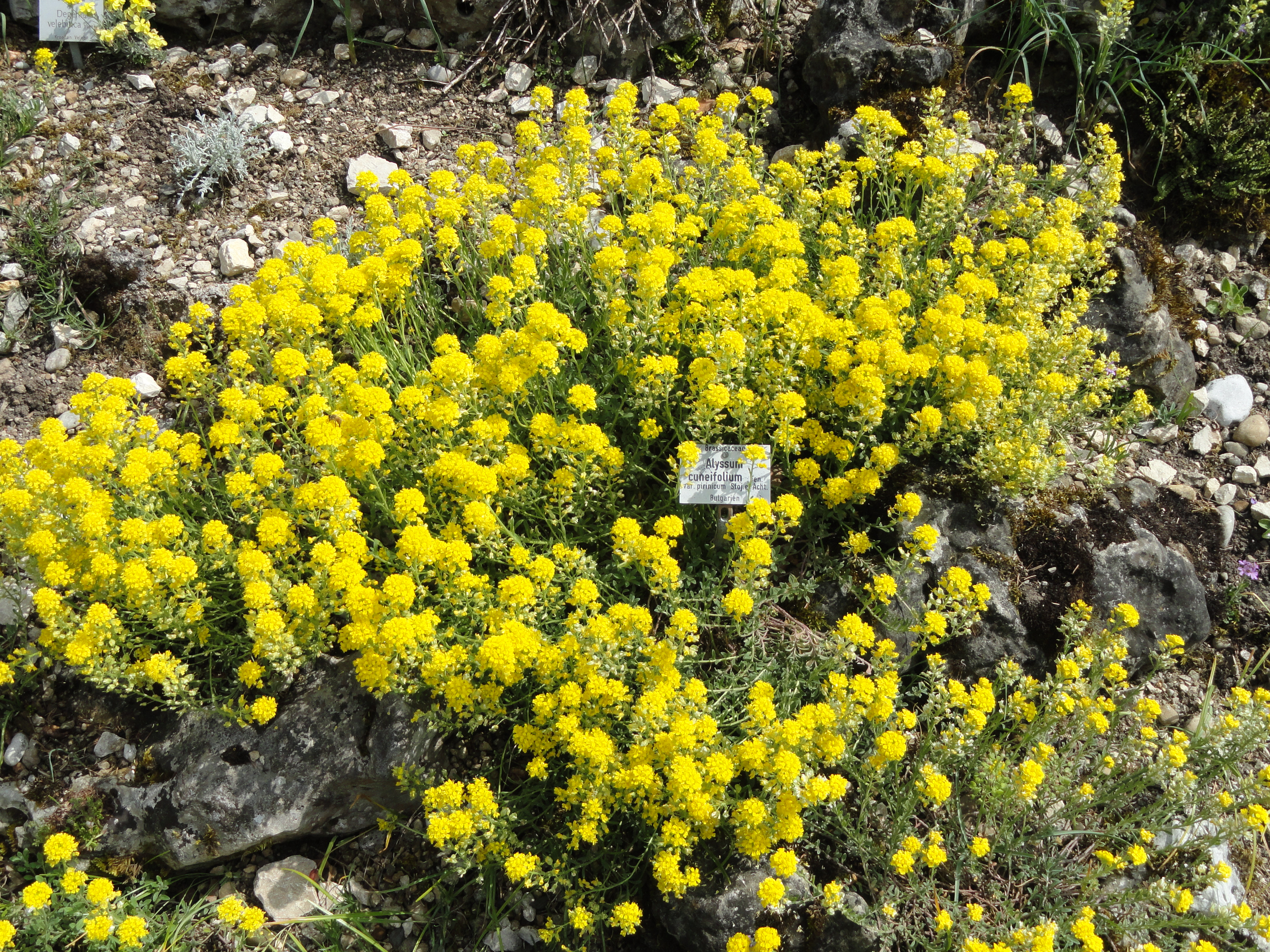